# 阿彭堡-温特费尔德
阿彭堡-温特费尔德（德語：Apenburg-Winterfeld）是德国萨克森-安哈尔特州的市镇，隶属于萨尔茨韦德尔-阿尔特马克县。总面积为59.31平方千米，截至2023年12月31日总人口为1,703人。